# Eugeniu Cociuc
Eugeniu Cociuc [eudženyju kočuk] (* 11. května 1993, Kišiněv) je moldavský fotbalový záložník a reprezentant, od roku 2016 hráč slovenského klubu MŠK Žilina.

## Klubová kariéra
V Moldavsku hrál za tým FC Dacia Chișinău z Kišiněva.
Na podzim 2016 přestoupil z Dacie Chișinău do slovenského klubu MŠK Žilina (tou dobou vedoucího celku Fortuna ligy 2016/17), jehož představitele zaujal během vzájemného dvojzápasu ve druhém předkole Evropské ligy UEFA 2015/16, v němž za Dacii skóroval. V sezóně 2016/17 Fortuna ligy získal se Žilinou titul.

## Reprezentační kariéra
V A-mužstvu Moldavska debutoval 9. 6. 2015 v přátelském zápase v Lucemburku proti reprezentaci Lucemburska (remíza 0:0).